# المعهد الأمريكي لتشييد الفولاذ
المعهد الأمريكي لتشييد الفولاذ (بالأنجليزية : American Institute of Steel Construction) هو منظمة غير ربحية و معهد تقني لبحث تطوير استخدام الفولاذ الإنشائي في صناعات التشييد في الولايات المتحدة الأمريكية. يوجد في شيكاغو ومهمته هي جعل الفولاذ الإنشائي هو المادة المستخدمة في المنشأت الحديثة. يعمل المعهد علي مد سوق العمل و المهندسين الإنشائين أكواد بناء، مساعدة تقنية، شهادات ضمان للجودة، معايير ثابتة، وتطوير سوق العمل للأعضاء المعهد.